# Franciszek Szkolnik
Franciszek Szkolnik (ur. ok. 1870 w Zawoi) – babiogórski przewodnik i znakarz. Syn Wawrzyńca.
Był jednym z pionierów znakarstwa babiogórskiego. Latem 1906 wraz z W. Markiem wyznakował kluczowe szlaki Oddziału Babiogórskiego Polskiego Towarzystwa Tatrzańskiego z Zawoi do schroniska na Markowych Szczawinach: zielony przez Policzne i czerwony przez Sulową Cyrhlę. W tym samym czasie wyznakował też czerwony szlak z Markowych Szczawin przez przełęcz Bronę na Babią Górę. W 1907 i 1909 r. odnawiał zniszczone w czasie „wojny na pędzle” przez Beskidenverein polskie szlaki: czerwony na Babią Górę i żółty przez Czatożę na Markowe Szczawiny. Ślady znakowań Szkolnika (system jednopaskowy) czytelne były jeszcze w 1925 r.